# 贝卢瓦莱
贝卢瓦莱是巴西米纳斯吉拉斯州的一个市镇。总面积365.437平方公里，总人口7470人，人口密度20.4人/平方公里。